# Governo da Regência
O Governo da Regência de D. Pedro, nomeado a 15 de março de 1830, na Terceira, Açores, e exonerado a 29 de setembro de 1834, foi o governo português do lado liberal chefiado por D. Pedro, Duque de Bragança (que era regente) em defesa do direito ao trono português por parte da sua filha D. Maria II, durante a Guerra Civil Portuguesa de 1828–1834, e opondo-se à usurpação deste pelo seu irmão D. Miguel.

## História
Tendo D. Pedro IV abdicado do trono em nome da sua filha, D. Maria II, nomeou a 15 de junho de 1829 uma regência composta pelo marquês de Palmela (futuro duque de Palmela), pelo conde de Vila Flor (futuro duque da Terceira) e por José António Guerreiro, servindo o primeiro de presidente, com poderes de nomeação de um ministro e secretário de Estado que superintendesse todas as repartições governamentais, enquanto a autoridade de D. Maria II não estivesse restabelecida em Portugal continental.
Na madrugada de 15 de março de 1830, chegaram à Terceira o marquês de Pamela e José António Guerreiro, que reunidos com o conde de Vila Flor (governador e capitão-general dos Açores), prestaram juramento e declararam instalada a regência.
No mesmo dia nomearam Luís Mouzinho de Albuquerque ministro e secretário de Estado de todas as pastas governamentais (Negócios Interiores do Reino, Negócios Eclesiásticos e de Justiça, Negócios da Fazenda, Negócios da Guerra, Negócios da Marinha e Ultramar e Negócios Estrangeiros), com o título de "ministro e secretário de Estado da Regência". A afluência dos negócios exigiu que, a 2 de junho de 1831, houvesse já dois ministros dividindo entre si as pastas, passando a três ministros a 10 de outubro do mesmo ano.
Continuou-se nesta situação até à chegada de D. Pedro aos Açores a 3 de março de 1833, data em que reassumiu a autoridade suprema em nome da rainha, e dissolveu a regência, assumindo-a ele próprio. Nesse mesmo dia nomeou três novos ministros, dando a cada um duas pastas (uma delas interinamente).
Esta organização governamental perdurou até ao fim da Guerra Civil, e até à morte de D. Pedro a 29 de setembro de 1834. Nessa data a rainha D. Maria II foi declarada maior de idade e formou-se o I Governo Constitucional, desta feita já com um "presidente do Conselho de Ministros", chefe de governo de Portugal, e cargo equivalente ao do atual primeiro-ministro.

## Constituição
A sua constituição era a seguinte:
| Cargo                                                                   | Detentor | Detentor                                                    | Período                                           |
| ----------------------------------------------------------------------- | -------- | ----------------------------------------------------------- | ------------------------------------------------- |
| Ministro e Secretário de Estado dos Negócios Interiores do Reino        |          | Luís Mouzinho de Albuquerque (1792–1846)                    | 15 de março de 1830 a 2 de julho de 1831          |
| Ministro e Secretário de Estado dos Negócios Interiores do Reino        |          | António César de Vasconcelos Correia (interino) (1797–1865) | 14 de janeiro de 1831 a 2 de julho de 1831        |
| Ministro e Secretário de Estado dos Negócios Interiores do Reino        |          | José António Ferreira Brak-Lamy (1780–1847)                 | 2 de julho de 1831 a 10 de outubro de 1831        |
| Ministro e Secretário de Estado dos Negócios Interiores do Reino        |          | José Dionísio da Serra (1772–1836)                          | 10 de outubro de 1831 a 3 de março de 1832        |
| Ministro e Secretário de Estado dos Negócios Interiores do Reino        |          | Marquês de Palmela (interino) (1781–1850)                   | 3 de março de 1832 a 10 de novembro de 1832       |
| Ministro e Secretário de Estado dos Negócios Interiores do Reino        |          | Luís Mouzinho de Albuquerque (1792–1850) (interino)         | 29 de julho de 1832 a 25 de setembro de 1832      |
| Ministro e Secretário de Estado dos Negócios Interiores do Reino        |          | Luís Mouzinho de Albuquerque (1792–1850)                    | 10 de novembro de 1832 a 12 de janeiro de 1833    |
| Ministro e Secretário de Estado dos Negócios Interiores do Reino        |          | Bernardo de Sá Nogueira (interino) (1795–1876)              | 18 de novembro de de 1832 a 12 de janeiro de 1833 |
| Ministro e Secretário de Estado dos Negócios Interiores do Reino        |          | Cândido José Xavier (1769–1833)                             | 12 de janeiro de 1833 a 15 de outubro de 1833     |
| Ministro e Secretário de Estado dos Negócios Interiores do Reino        |          | Joaquim António de Aguiar (1792–1874)                       | 15 de outubro de 1833 a 23 de abril de 1834       |
| Ministro e Secretário de Estado dos Negócios Interiores do Reino        |          | Bento Pereira do Carmo (1776–1845)                          | 23 de abril de 1834 a 24 de setembro de 1834      |
| Ministro e Secretário de Estado dos Negócios Eclesiásticos e de Justiça |          | Luís Mouzinho de Albuquerque (1792–1846)                    | 15 de março de 1830 a 2 de julho de 1831          |
| Ministro e Secretário de Estado dos Negócios Eclesiásticos e de Justiça |          | António César de Vasconcelos Correia (interino) (1797–1865) | 14 de janeiro de 1831 a 2 de julho de 1831        |
| Ministro e Secretário de Estado dos Negócios Eclesiásticos e de Justiça |          | José António Ferreira Brak-Lamy (1780–1847)                 | 2 de julho de 1831 a 10 de outubro de 1831        |
| Ministro e Secretário de Estado dos Negócios Eclesiásticos e de Justiça |          | José Dionísio da Serra (1772–1836)                          | 10 de outubro de 1831 a 3 de março de 1832        |
| Ministro e Secretário de Estado dos Negócios Eclesiásticos e de Justiça |          | José Xavier Mouzinho da Silveira (interino) (1780–1849)     | 3 de março de 1832 a 3 de dezembro de 1832        |
| Ministro e Secretário de Estado dos Negócios Eclesiásticos e de Justiça |          | Joaquim António de Magalhães (1795–1848)                    | 3 de dezembro de 1832 a 21 de abril de 1833       |
| Ministro e Secretário de Estado dos Negócios Eclesiásticos e de Justiça |          | José da Silva Carvalho (interino) (1782–1856)               | 21 de abril de 1833 a 15 de outubro de 1833       |
| Ministro e Secretário de Estado dos Negócios Eclesiásticos e de Justiça |          | José da Silva Carvalho (1782–1856)                          | 15 de outubro de 1833 a 23 de abril de 1834       |
| Ministro e Secretário de Estado dos Negócios Eclesiásticos e de Justiça |          | Joaquim António de Aguiar (1792–1874)                       | 23 de abril de 1834 a 24 de setembro de 1834      |
| Ministro e Secretário de Estado dos Negócios da Fazenda                 |          | Luís Mouzinho de Albuquerque (1792–1846)                    | 15 de março de 1830 a 2 de julho de 1831          |
| Ministro e Secretário de Estado dos Negócios da Fazenda                 |          | António César de Vasconcelos Correia (interino) (1797–1865) | 14 de janeiro de 1831 a 2 de julho de 1831        |
| Ministro e Secretário de Estado dos Negócios da Fazenda                 |          | José António Ferreira Brak-Lamy (1780–1847)                 | 2 de julho de 1831 a 10 de outubro de 1831        |
| Ministro e Secretário de Estado dos Negócios da Fazenda                 |          | José Dionísio da Serra (1772–1836)                          | 10 de outubro de 1831 a 3 de março de 1832        |
| Ministro e Secretário de Estado dos Negócios da Fazenda                 |          | José Xavier Mouzinho da Silveira (1780–1849)                | 3 de março de 1832 a 3 de dezembro de 1832        |
| Ministro e Secretário de Estado dos Negócios da Fazenda                 |          | José da Silva Carvalho (interino) (1782–1856)               | 3 de dezembro de 1832 a 12 de janeiro de 1833     |
| Ministro e Secretário de Estado dos Negócios da Fazenda                 |          | José da Silva Carvalho (1780–1856)                          | 12 de janeiro de 1833 a 24 de setembro de 1834    |
| Ministro e Secretário de Estado dos Negócios da Guerra                  |          | Luís Mouzinho de Albuquerque (1792–1846)                    | 15 de março de 1830 a 2 de julho de 1831          |
| Ministro e Secretário de Estado dos Negócios da Guerra                  |          | João Ferreira Sarmento (interino) (1792–1865)               | 14 de janeiro de 1831 a 2 de julho de 1831        |
| Ministro e Secretário de Estado dos Negócios da Guerra                  |          | Joaquim de Sousa Quevedo Pizarro (1777–1838)                | 2 de julho de 1831 a 3 de março de 1832           |
| Ministro e Secretário de Estado dos Negócios da Guerra                  |          | Agostinho José Freire (1780–1836)                           | 3 de março de 1832 a 24 de setembro de 1834       |
| Ministro e Secretário de Estado dos Negócios da Marinha e Ultramar      |          | Luís Mouzinho de Albuquerque (1792–1846)                    | 15 de março de 1830 a 2 de julho de 1831          |
| Ministro e Secretário de Estado dos Negócios da Marinha e Ultramar      |          | António César de Vasconcelos Correia (interino) (1797–1865) | 14 de janeiro de 1831 a 2 de julho de 1831        |
| Ministro e Secretário de Estado dos Negócios da Marinha e Ultramar      |          | Joaquim de Sousa Quevedo Pizarro (1777–1838)                | 2 de julho de 1831 a 3 de março de 1832           |
| Ministro e Secretário de Estado dos Negócios da Marinha e Ultramar      |          | Agostinho José Freire (interino) (1780–1836)                | 3 de março de 1832 a 29 de junho de 1832          |
| Ministro e Secretário de Estado dos Negócios da Marinha e Ultramar      |          | Luís Mouzinho de Albuquerque (1792–1846)                    | 29 de junho de 1832 a 10 de novembro de 1832      |
| Ministro e Secretário de Estado dos Negócios da Marinha e Ultramar      |          | Bernardo de Sá Nogueira (1795–1876)                         | 10 de novembro de 1832 a 29 de maio de 1833       |
| Ministro e Secretário de Estado dos Negócios da Marinha e Ultramar      |          | José da Silva Carvalho (interino) (1782–1856)               | 26 de março de 1833 a 21 de abril de 1833         |
| Ministro e Secretário de Estado dos Negócios da Marinha e Ultramar      |          | Marquês de Loulé (interino) (1804–1875)                     | 21 de abril de 1833 a 26 de julho de 1833         |
| Ministro e Secretário de Estado dos Negócios da Marinha e Ultramar      |          | Agostinho José Freire (interino) (1780–1836)                | 26 de julho de 1833 a 15 de outubro de 1833       |
| Ministro e Secretário de Estado dos Negócios da Marinha e Ultramar      |          | Francisco Margiochi (1774–1838)                             | 15 de outubro de 1833 a 24 de setembro de 1834    |
| Ministro e Secretário de Estado dos Negócios Estrangeiros               |          | Luís Mouzinho de Albuquerque (1792–1846)                    | 15 de março de 1830 a 2 de julho de 1831          |
| Ministro e Secretário de Estado dos Negócios Estrangeiros               |          | Conde de Ficalho (interino) (1806–1893)                     | 14 de janeiro de 1831 a 2 de julho de 1831        |
| Ministro e Secretário de Estado dos Negócios Estrangeiros               |          | José António Ferreira Brak-Lamy (1780–1847)                 | 2 de julho de 1831 a 10 de outubro de 1831        |
| Ministro e Secretário de Estado dos Negócios Estrangeiros               |          | Joaquim de Sousa Quevedo Pizarro (1777–1838)                | 10 de outubro de 1831 a 3 de março de 1832        |
| Ministro e Secretário de Estado dos Negócios Estrangeiros               |          | Marquês de Palmela (1781–1850)                              | 3 de março de 1832 a 12 de janeiro de 1833        |
| Ministro e Secretário de Estado dos Negócios Estrangeiros               |          | Agostinho José Freire (interino) (1780–1836)                | 29 de julho de 1832 a 25 de setembro de 1832      |
| Ministro e Secretário de Estado dos Negócios Estrangeiros               |          | Agostinho José Freire (interino) (1780–1836)                | 18 de novembro de 1832 a 12 de janeiro de 1833    |
| Ministro e Secretário de Estado dos Negócios Estrangeiros               |          | Marquês de Loulé (1804–1875)                                | 12 de janeiro de 1833 a 3 de outubro de 1833      |
| Ministro e Secretário de Estado dos Negócios Estrangeiros               |          | Cândido José Xavier (interino) (1769–1833)                  | 26 de julho de 1833 a 15 de outubro de 1833       |
| Ministro e Secretário de Estado dos Negócios Estrangeiros               |          | Agostinho José Freire (interino) (1780–1836)                | 15 de outubro de 1833 a 24 de setembro de 1834    |